# Hrvatski pisci iz BiH, H
- Horvat, Bernardina Franjka (Zenica, 29. listopada 1899. – Zagreb, 23. siječnja 1932.). Pjesnikinja, pripovjedačica i dramska spisateljica za djecu.
- Hrnjkaš, Živković, Ružica (Kupres, 1948.). Prozna spisateljica.